# Zwelethu Mthethwa
Zwelethu Mthethwa (Durban, 1960) è un artista e fotografo sudafricano.
Studia belle arti e si laurea all'Università di Città del Capo, seguendo poi nel 1989 un Master in Arte presso il Rochester Institute of Technology, negli Stati Uniti. Dopo avere insegnato alcuni anni presso la Michaelis School of Fine Art dal 1999 si dedica a tempo pieno al lavoro di artista.
Espone in Sudafrica fino al 1985 e in seguito in circuiti internazionali.
Nel 2000 partecipa alla Biennale di Dakar, nel 2001 espone a Roma "Sacred Homes - Mother & Child" e nel 2005 presenta “The Experience of Art” alla Biennale di Venezia.
Ha inoltre presentato le sue opere alle biennali di Istanbul, L'Avana, Sharjah e San Paolo.